# Archaeodictyna ulova
Archaeodictyna ulova là một loài nhện trong họ Dictynidae.
Loài này thuộc chi Archaeodictyna. Archaeodictyna ulova được miêu tả năm 1987 bởi Griswold & Meikle-Griswold.